# ウィリアムズ・FW17
ウィリアムズFW17 (Williams FW17) は、ウィリアムズが1995年のF1世界選手権参戦用に開発したフォーミュラ1カー。パトリック・ヘッドとエイドリアン・ニューウェイが設計した。1995年の開幕戦から実戦投入され、第13戦以降はFW17Bが登場した。

## FW17
1995年開幕戦から使用。前年の第3戦サンマリノGPで起こったアイルトン・セナらの事故死によるレギュレーション変更に対応したマシン。ルノー製V10エンジンは排気量が3,000ccに縮小された。
空力面では、先代のFW16とは逆のシャープなハイノーズ導入が大きな変更点で、ライバルのベネトンと同じ2点吊り下げ式のフロントウイングを装備した。
FW17にはドライブシャフトを覆う翼状アッパーアームが継続して装着されていた。ただし、リヤサスペンションの形式はFW16以降と同様の構造になっているものを継続。

### スペック

#### シャーシ
- シャーシ名 FW17
- 全長 4,150 mm
- ホイールベース 2,890 mm
- 前トレッド 1,670 mm
- 後トレッド 1,600 mm
- クラッチ AP
- ブレーキキャリパー AP
- ホイール O・Z
- タイヤ グッドイヤー

#### エンジン
- エンジン名 ルノーRS7,RS7B
- 気筒数・角度 V型10気筒・67度
- 排気量 3,000cc
- スパークプラグ チャンピオン
- ギヤボックス 6速セミオートマチック
- 燃料 エルフ
- 潤滑油 エルフ

## FW17B
シーズン後半に挽回を図るため、改良型であるFW17Bが第13戦ポルトガルGPからデビューした。もっとも大きな変更点はリヤサスペンションが変更された点である。従来のFW17のリヤサスペンションは支持アームの配置が特異なためにセッティングが難しく、神経質なマシンだった。そこで、もっともコンベンショナルな、アッパーアームとドライブシャフトが別体式のものに換装された。また、エンジンもよりパワフルなCスペックエンジンが搭載された。しかしチーム戦略の差にドライバーのミスや駆動系の信頼性の低さなどが重なり、ライバルのベネトンにダブルタイトルを奪われる結果となった。
ニューウェイは「FW17はとてもいいマシンだったと思うが、セットアップが少しトリッキーだった。あと直したい箇所を挙げるとすれば油圧システムだが、横置きトランスミッションは良く出来ていたし成功作であると思っている。」と評している。

### スペック

#### シャーシ
- シャーシ名 FW17B
- 全長 4,150 mm
- ホイールベース 2,890 mm
- 前トレッド 1,670 mm
- 後トレッド 1,600 mm
- クラッチ AP
- ブレーキキャリパー AP
- ホイール O・Z
- タイヤ グッドイヤー

#### エンジン
- エンジン名 ルノーRS7C
- 気筒数・角度 V型10気筒・67度
- 排気量 3,000cc
- スパークプラグ チャンピオン
- ギヤボックス 6速セミオートマチック
- 燃料 エルフ
- 潤滑油 エルフ

## 記録
| 年   | マシン | No. | ドライバー           | 1   | 2   | 3   | 4   | 5   | 6   | 7   | 8   | 9   | 10  | 11  | 12  | 13  | 14  | 15  | 16  | 17  | ポイント | ランキング |
| 年   | マシン | No. | ドライバー           | BRA | ARG | SMR | ESP | MON | CAN | FRA | GBR | GER | HUN | BEL | ITA | POR | EUR | PAC | JPN | AUS | ポイント | ランキング |
| ---- | ------ | --- | -------------------- | --- | --- | --- | --- | --- | --- | --- | --- | --- | --- | --- | --- | --- | --- | --- | --- | --- | -------- | ---------- |
| 1995 | FW17   | 5   | デイモン・ヒル       | Ret | 1   | 1   | 4   | 2   | Ret | 2   | Ret | Ret | 1   | 2   | Ret |     |     |     |     |     | 118      | 2位        |
| 1995 | FW17   | 6   | デビッド・クルサード | 2   | Ret | 4   | Ret | Ret | Ret | 3   | 3   | 2   | 2   | Ret | Ret |     |     |     |     |     | 118      | 2位        |
| 1995 | FW17B  | 5   | デイモン・ヒル       |     |     |     |     |     |     |     |     |     |     |     |     | 3   | Ret | 3   | Ret | 1   | 118      | 2位        |
| 1995 | FW17B  | 6   | デビッド・クルサード |     |     |     |     |     |     |     |     |     |     |     |     | 1   | 3   | 2   | Ret | Ret | 118      | 2位        |

- 太字はポールポジション、斜字はファステストラップ。(key)

- 年間5勝 12PP（1995年）
- コンストラクターズランキング2位。
- ドライバーズランキング2位（デイモン・ヒル）4勝 7PP
- ドライバーズランキング3位（デビッド・クルサード）1勝 5PP